# Louis François de Monteynard
Pour les articles homonymes, voir Monteynard (homonymie).
Pour les autres membres de la famille, voir Famille de Monteynard.
Louis François de Monteynard, né à La Pierre (Dauphiné) le 13 mai 1713 et décédé à Paris le 3 mai 1791, est un aristocrate, militaire et homme d'État français.

## Biographie
Né au château de la Pierre, bâti au XIIe siècle par son lointain ancêtre Anthelme, (redevenu la propriété des Monteynard au XIVe siècle) de Louis-Joseph de Monteynard (président de la chambre des comptes de Grenoble) et de Claudine Dupart de la Batie.
Après une longue carrière militaire, il engage pendant les trois ans de son ministère de nombreuses actions pour améliorer le sort des soldats. Pour cela, il est cité comme un exemple pour l'Europe dans le dictionnaire philosophique de Voltaire. Il devient aussi le premier gouverneur général de la Corse, et il est le créateur de l’école de cavalerie de Saumur qui donnera naissance, après la Révolution, au célèbre Cadre noir.

## Vie militaire
Dès l'âge de 14 ans, il s’engage au Royal-des-Vaisseaux, dans l'infanterie (et non dans la cavalerie arme classique des nobles : la famille n'était pas assez riche) un régiment commandé par son cousin le chevalier de Marcieu. Il va participer ainsi à toutes les grandes campagnes de Louis XV. Nous le retrouvons successivement pendant 30 ans sur les champs de bataille de la guerre de Succession de Pologne, guerre de Succession d'Autriche, guerre de Sept Ans (campagne de Minorque et conquête du Hanovre).
Dès 1733, à 20 ans il a été nommé capitaine de son régiment Royal-Vaisseaux.
En 1743, pendant la guerre de Succession d'Autriche, Louis-François devient aide-major général des logis de l'armée d'Italie et va s'illustrer dans la campagne des Alpes. En mai 1744, il est colonel du régiment d'Agenais, après la prise de Nice et de Villefranche. Nommé brigadier en mai 1746, il s'empare d'Acqui et de Plaisance et bat à nouveau les Piémontais et les Autrichiens sur les bords du Pô, à Parpanese.
Inspecteur des régiments d'infanterie du Dauphiné, du Languedoc et de Provence dès 1747, il est nommé maréchal de camp en mai 1748.
Entre deux combat il épouse à 40 ans, le 24 juillet 1753 Françoise-Marie de Monteynard, fille de Joseph de Monteynard, marquis de Montfrin, et de Diane-Henriette de Baschi d'Aubais (branche ainé du Languedoc).

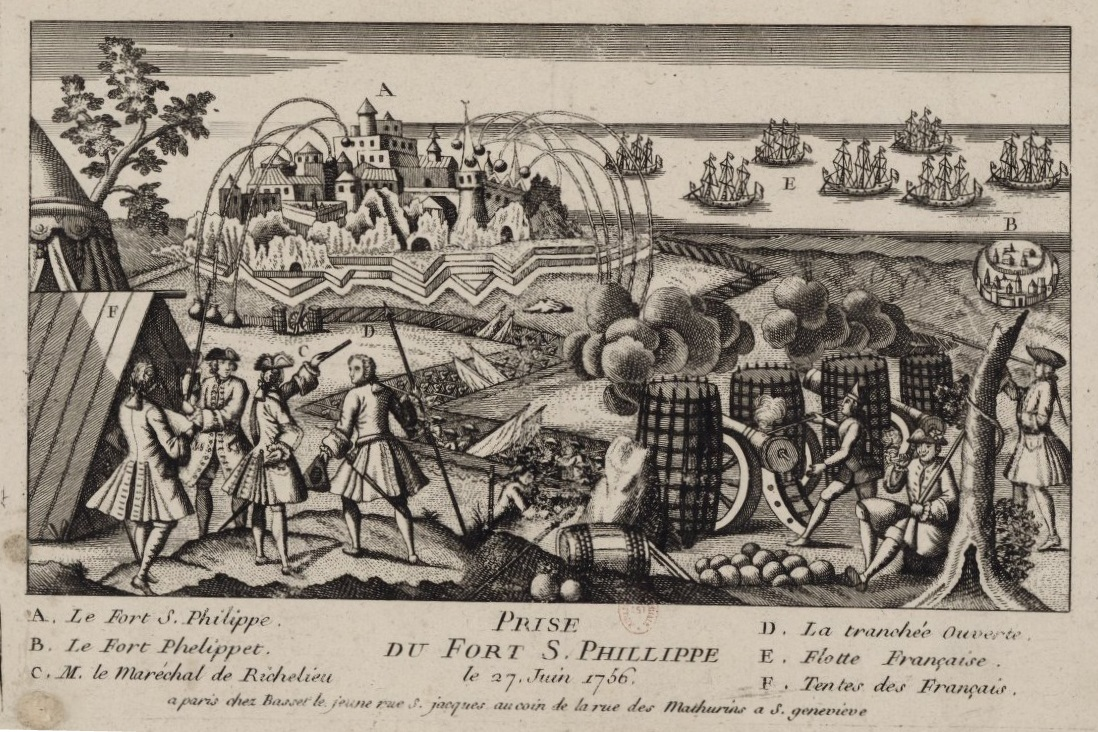
Siège du fort Saint-Philippe, sur l'Ile de Minorque, (1756)

En juin 1756, il accompagne le maréchal de Richelieu dans la conquête de l'île de Minorque et prend d'assaut Mahon et le fort Saint-Philippe, ce qui lui vaudra d'être nommé par le Roi Commandeur de l'Ordre de Saint-Louis.
Chargé, comme maréchal-général des logis, de l'armée d'Alsace en août 1757, toujours aux côtés de Richelieu, il participe, en liaisin avec l'armée d'Estrées, à la conquête du Hanovre. Elevé au grade de lieutenant-général des armées du Roi pour le Dauphiné (de février 1757 à juin 1770), il prend part à la bataille de Crewelt et celle de Minden (août 1759).
Commandant des réserves de l'armée de Condé, il se bat à Groningue et à Johannisberg. La paix faite avec l'Angleterre, Monteynard est nommé commandant en chef sur le Bas-Rhin et empêche les Prussiens de traverser le Rhin et la Meuse et d'envahir les alliés allemands de la France, ce qui lui vaudra les félicitations du Roi de France, de l'Impératrice d'Autriche, de l'Électeur de Palatin et du gouverneur des Pays-Bas autrichiens.
Mai 1763 après le traité de Paris qui met fin à la Guerre de Sept Ans, Monteynard ramène en France son infanterie et son artillerie. Louis XV lui donne le commandement des troupes de Provence (mai 1763) ; puis le gouvernement de Sarrelouis (mars 1771) et le gouvernement général de l'île de la Corse (juillet 1772) alors qu'il est déjà ministre.
Sa carrière militaire s'achève en 1770, après 47 ans d'activite, de brillants états de services et quelque glorieuses blessures. Louis XV lui dit alors "Allez vous reposer en vos terres, Monsieur. Vous nous avez bien servi. Et je sais que vous avez pour nôtre cavalerie des intentions qui nous plaisent"... Pharse prophétique, que Monteynard ne tardera pas à réaliser : après une courte halte en Dauphiné, il va aborder la carrière ministérielle, à l'aube de 1771.

## Ministre
En 1771, il est appelé par Louis XV pour remplacer le duc de Choiseul au poste de secrétaire d'État à la Guerre sur proposition du prince de Condé. Ce choix d'un homme peu connu à la Cour, qu'il ne fréquentait guère, et pas du tout impliqué dans les intrigues politiques, avait surpris à Paris et à Versailles. Il sera accueuilli avec plus d'enthousiasme à Grenoble, ou le 9 janvier 1771, le Conseil de la ville adopte une délibaration solennelle de félicitations à son illustre compatriote et organise en son honneur un grand banquet suivi d'un bal, le 12 janvier à l'Hôtel de Ville.
Sans tarder, le ministre se met à l'œuvre, et va tirer, dans ses nouvelles fonctions, les enseignements d'un longue carrière militaire et d'un parfaite connaissance de la psychologie des soldats auxquels il portait une grande sollicitude.
L'une de ses premières action de Monteynard fut deréorganiser l'artillerie. Par tradition, il était favorable à l'artillerie lourde ancienne, telle qu'elle avait été définie en 1732, par opposition aux tenants de l'artillerie légère, plus récente et mobile pouvant accompagner l'infanterie dans sa progression. Il étbalit et codifie la coexistence des deux formules et dote ainsi la France d'un armement moderne, qui assurera plus tard la suprématie des armées impériales. Il tentera, le premier, d'équiper le cavalier d'un armement lourd avec une portée plus importante que le fusil. Mais les résultats ne furent pas probants. La déflagration rendait sourd les chevaux et leur briser les reins.
Monteynard réforme aussi la structure de l'armée. Celle-ci comportait à la fois une armée de métier, intervenant en territoire étranger, et une sorte d'armée de réserve (milices et garde-côtes) cantonnée dans la défense intérieure. Par ordonnance du 4 août 1771, le Ministre harmonise les deux catégories, constitue les milices en "régiments provinciaux" avec un statut assimilé à celui de l'armée de métier (avec maintient cependant du tirage au sort).
Dans sa région du Dauphiné, il fait beaucoup également. Il est l’un des souscripteurs de la bibliothèque publique de Grenoble, et c’est lui qui défend le projet de création devant le roi en 1771. En 1771 toujours, à la demande des consuls grenoblois, il s’oppose au déplacement du Parlement du Dauphiné à Valence. La délibération est conservée à l’hôtel de ville de Grenoble.

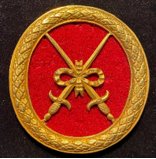
Médaillon vétérance

Au même moment il prend des mesures d'impact psychologique pour redonner prestige à une armée éprouvée par les défaites, notamment avec des: haute paye, plaques de vétérence et chevrons d'ancienneté, prise en compte du temps de service pour l'avancement et le commandement. Pour cela, il est cité comme un exemple pour l'Europe dans le dictionnaire philosophique de Voltaire à la définition du mot soldat : "Monsieur le marquis de Monteynard a donné, en 1771, un exemple à l'Europe ; il a donné un surcroît de paie, et des honneurs aux soldats qui serviraient après le temps de leur engagement. Voilà comme il faut mener les hommes".
De 1772 à 1782, à son initiative, va être établi, à l'intention des services du génie, un inventaire détaillé des places fortes de France, avec pour chacune un atlas assorti de plans et la nomenclature de leurs ressources en eau, logements, munition etc.
Le 30 juin 1772, il fait décider la création de 5 écoles de médecine militaire.
Mais la marque la plus illustre de son ministère reste la création de l'École de Cavalerie de Saumur, devenu le Cadre Noir.

## Création de l'École de Cavalerie de Saumur
Controversé face à la notoriété de Choiseul, l'initiative revient incontestablement au marquis de Monteynard. Elle correspond à sa ligne d'ouvrir les portes de l'armée à la petite noblesse rurale sans fortune, et de lui offrir le privilège de servir le Roi sous l'uniforme avec une parfaite instruction technique assurée dans des écoles spécialisées.

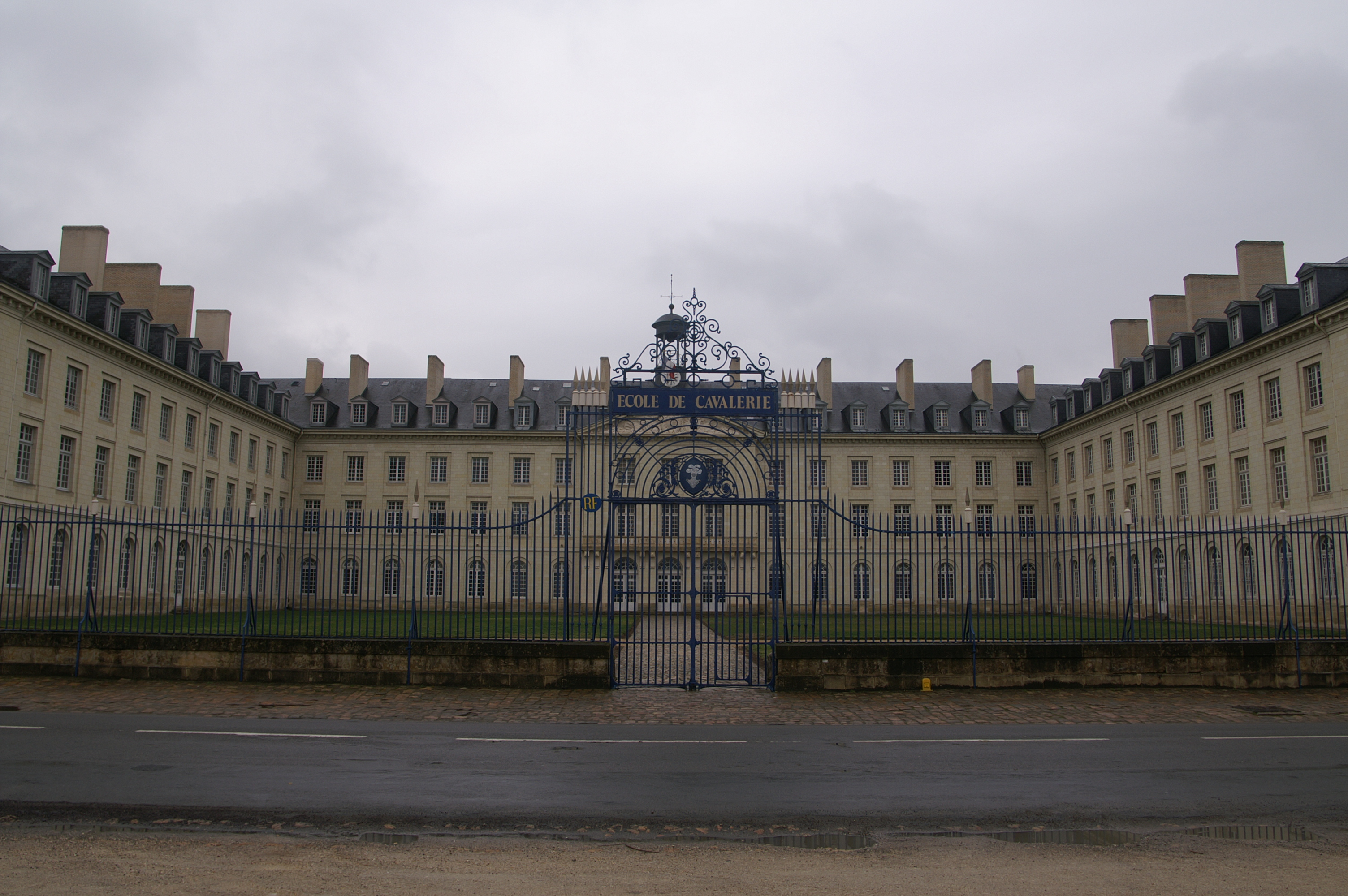
École de Cavalerie de Saumur

En 1763, Monteynard, lui-même excellent cavalier et alors inspecteur général, avait recensé les meilleurs cavaliers de l'époque pour en faire des instructeurs et les avait réunis dans un corps d'élite, le régiment de carabiniers de Monsieur, frère du Roi, envoyé en garnison à Saumur où allait être construit pour lui, de 1767 à 1770, le bâtiment central devant lequel évolue encore le Cadre Noir.
Ces propositions furent suivies : en 1764, Choiseul institua 5 écoles d'équitation à Douai, Cambrai, Metz, Besançon et La Flèche, écoles chargées d'assurer le recrutement et l'instruction des futurs officiers de cavalerie, et dont les meilleurs élèves devaient être versés dans une école supérieure prévue à Paris.
Le système fonctionna mal : faute d'un règlement commun, chaque commandant d'école avait ses propres méthodes d'enseignement, d'où des divergences et des rivalités fâcheuses. Devant cette situation, Choiseul fit marche arrière et supprima les écoles pour les remplacer par un simple manège d'instruction dans chaque régiment.
C'est la situation que trouve Monteynard à son arrivée au Ministère. Reprenant son initiative originelle, il fait approuver en 1771, par le Roi, la création d'une École d'Équitation unique à Saumur (où avait été transférée l'ancienne École de La Flèche), dont les règlements sont alors codifiés et où les autres écoles supprimées et tous les régiments de cavalerie doivent désormais envoyer chaque année 4 officiers et 4 sous-officiers. Le système est ainsi définitivement en place et c'est donc le Ministre de la période (1771-1774) qui l'a institué.

## Fin du ministère
« En janvier 1774, Monteynard ne peut résister à une cabale dirigée depuis longtemps contre lui. Beaucoup trop habitué à la rigueur militaire, il n’a pas pris le temps qu’il a passé à Versailles, de s’habituer aux intrigues de la Cour.

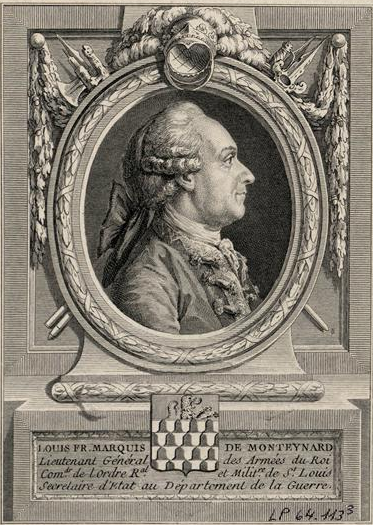
Gravure de Louis-François de Monteynard

En 1783, il constate lui-même que plusieurs de ses décisions ont contribué au mécontentement de son entourage. Les économies de son ministère ne semblaient pas faire l’unanimité. D’autres éléments encore font apparaître l’isolement de Monteynard au sein du Gouvernement. Ses amis eux-mêmes ne tardent pas à se séparer de lui. Les réformes qu’il engage ne vont pas toujours dans le sens de leurs propres intérêts, et mettent en évidence le conflit qui apparait peu à peu entre la noblesse de cour et la noblesse de la campagne.
En 1773, le comte de Broglie, chef des Secrets du Roi expose à son souverain, que Condé, Aiguillon et Maillebois cherchent à s’octroyer des places importantes. Aiguillon veut tout simplement le poste de Monteynard.
L’affaire de la Suède sera l’une des dernières missions de Louis-François.
Le duc d’Aiguillon remarquant que Broglie et Monteynard pénètrent dans les affaires de son ministère, et qu’il est possible qu’il soit renversé, devient furieux.
Il fera part au Roi d’une conspiration de Broglie et Monteynard ce qui causera leurs pertes.
Le 24 janvier 1774, le duc de la Vrillère lui demandait, sur ordre du Roi, de remettre « son brevet et son portefeuille, répondant ainsi au vœu de l’intéressé qui, lassé des intrigues, avait pressenti son Souverain de son désir de partir.
Fait du « hasard », le duc d’Aiguillon est chargé de remplacer Monteynard au ministère de la guerre.
Louis François de Monteynard sera resté que 3 ans et 20 jours au ministère de la guerre.
Le 30 juillet 1774, Marie-Antoinette écrit à sa mère, l’impératrice Marie-Thérèse d’Autriche « Monsieur de Monteynard s’était conduit en honnête homme, et tout son tort était de déplaire au vilain tripot ».

## Fin de vie
À partir de 1773, il va se consacrer à son pays natal. À La Pierre, il fait reconstruire la maison curiale et implante tout à côté la nouvelle église et son cimetière. En 1775, il engage la construction du château de Tencin dans lequel il séjournera régulièrement, pour se ressourcer. Quelques-uns de ses manuscrits sont conservés depuis cette époque au château de Tencin.
Il se tient dans une totale réserve à l'écart de la vie publique.

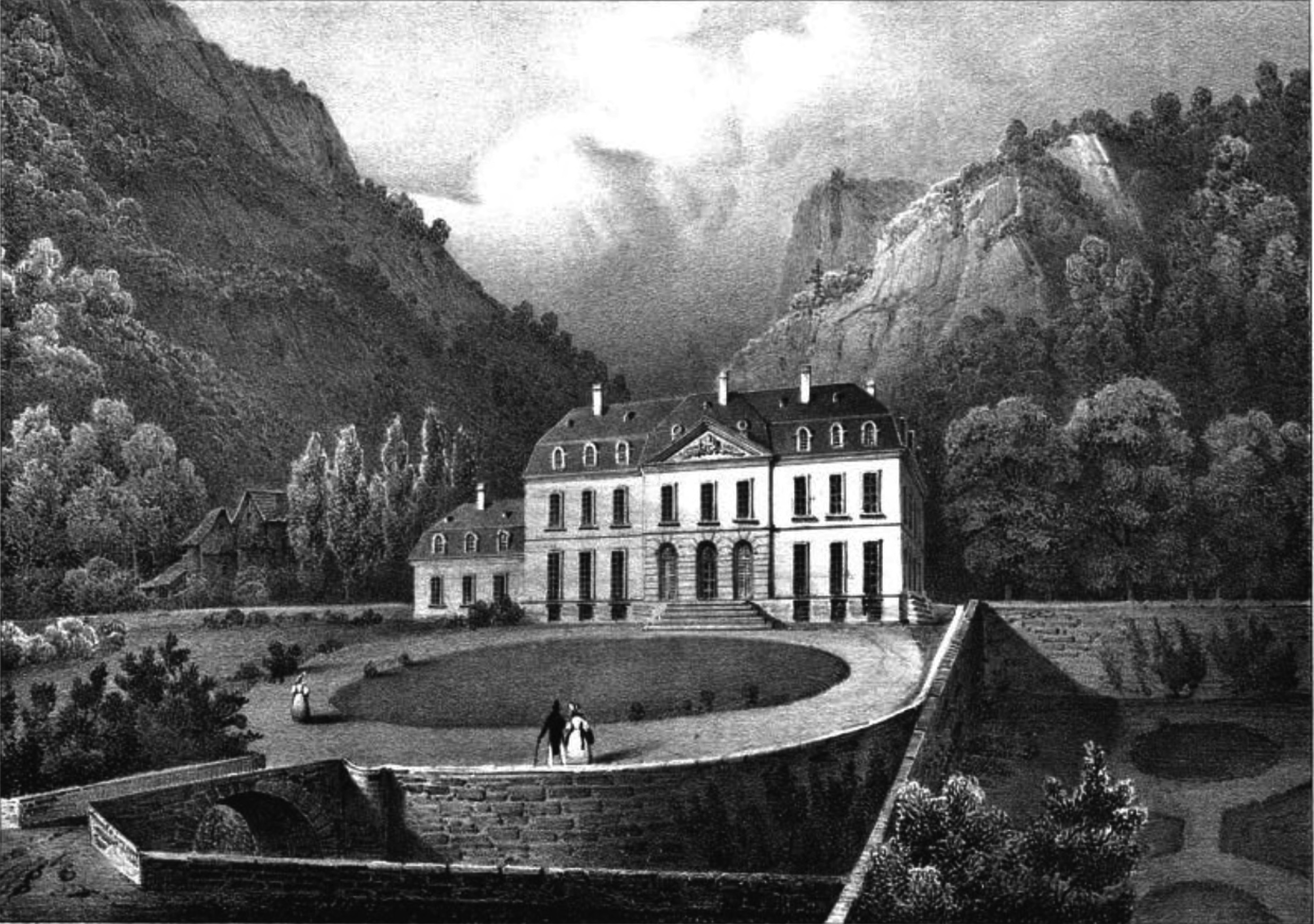
Château de Tencin

Louis XVI ne daigna pas honorer le fidèle serviteur de son grand-père d'une promotion au grade suprême du maréchalat: 10 maréchaux furent nommés le 13 juin 1783, dont 6 lieutenants généraux moins anciens que lui. Il lui avait cependant accordé le 21 février 1779 la grand-croix de l'Ordre de Saint-Louis.
Il meurt à Paris le 3 mai 1791 en pleine Révolution. Il aurait aimé être inhumé dans l'église prieurale de Domène, auprès de ses lointains ancêtres. Chose extraordinaire, au mépris des lois qui interdisent les sépultures dans les édifices religieux depuis 1788, ce sont les pauvres de son quartier et les anciens soldats qui enterrent la dépouille du Dauphinois à l’intérieur de l’église des Jacobins (aujourd'hui église Saint-Thomas d'Acquin).
Plus rien ne subsiste de sa tombe à Saint-Thomas d'Acquin: ses restes auraient été dispersés lors des travaux de réfection au XIXe siècle. Aucune pierre tombale, aucune plaque commémorative n'y évoque sa mémoire.
Il n'a pas eu d'enfants de son mariage, il a institué sa femme légataire universelle qui a transmis sa succession et celle de son mari, en 1808, à son neveu, Hector-Joseph de Monteynard.

## Postérité

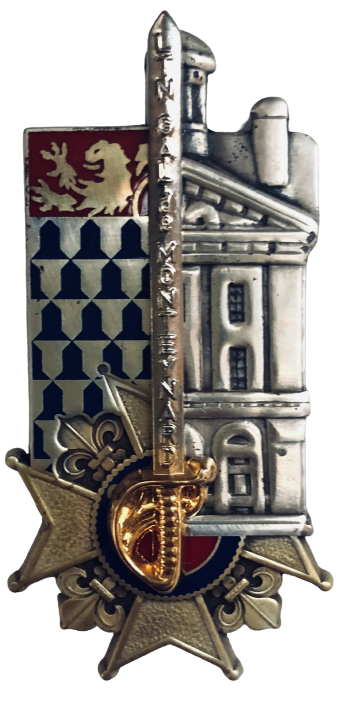
Insigne promotion Louis-François de Monteynard, École de Cavalerie de Saumur

Un Comité du Bicentenaire a été constitué à l'intention du décès de Louis-François de Monteynard en 1991 avec le soutien de l'Académie Delphinale.
Une plaque commémorative fut déposée à La Pierre. La ministre de la Coopération, le vice-président du Conseil Général de l'Isère, le président de l'Académie Delphinale, le président des Alpes Grésivaudan et le député et vice-président du Conseil Régional de l'époque furent présent ainsi qu'une grande partie de la famille de Monteynard.
En 1994, Louis-François de Monteynard est choisi pour être la parrain d'une promotion d'officier dans l'École de Cavalerie qu'il avait fondé.